# Žebrácká opera
Žebrácká opera (The Beggar's Opera) je ballad opera o třech jednáních, kterou napsal John Gay a hudbou doplnil Johann Christoph Pepusch v roce 1728. Je patrně jediným dílem žánru ballad opery, které zůstalo dodnes populární. Žebrácká opera měla premiéru 29. ledna 1728 v divadle na Lincoln's Inn Fields a dosáhla 62 po sobě jdoucích představení, což byl na tehdejší dobu rekordní počet. Stala se tak nejpopulárnější hrou 18. století. Úspěch se opakoval o dvě století později, když obnovená inscenace v roce 1920 v londýnském Lyric Theatre in Hammersmith dosáhla 1463 představení. Od té doby se hra těší v celém světě mimořádné pozornosti a stala se zdrojem inspirace pro nejrůznější úpravy od legendárního zpracování Bertolt Brechta a Kurta Weilla až po Václava Havla.

## Historie vzniku

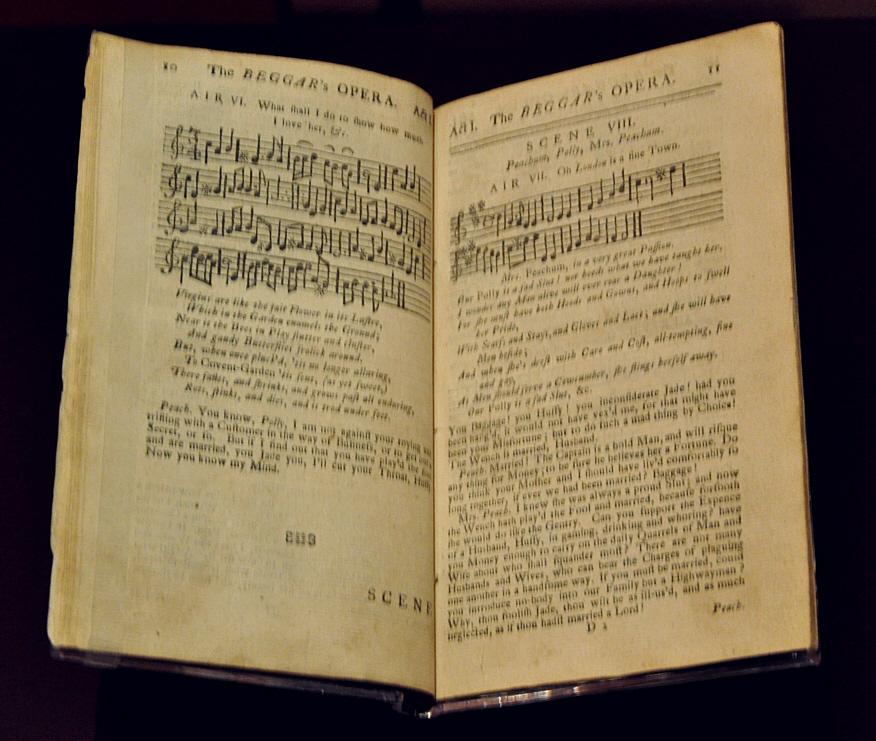
Libreto Žebrácké opery (1728).

Žánr baladické opery vznikl jako protest proti zahlcení londýnské operní scény italskými operami. Oproti převaze bohů, králů a vysokých morálních hodnot italské opery si ballad opera vybírá za hrdiny osoby nižší třídy, často i kriminální povahy. Děj se nerozvíjí v recitativech, ale v běžném dialogu vedeném často v lidovém dialektu. Rozlehlé barokní árie jsou nahrazeny jednoduchými písničkami, které využívají i známé melodie. Hry obsahují často satirické odkazy na současnou politiku.
Původní myšlenka takového typu hudebního divadla přišla od Jonathana Swifta, který 30. srpna 1716 napsal Alexandrovi Popeovi: „… myslíte si, že jste pastýři na Newgate mezi zloději a děvkami?“. Gay do hry vložil silný satirický náboj, kdy předobrazem zločineckých postav byl i britský státník Robert Walpole a další politici.
Původně zamýšlel, že všechny písně se budou zpívat bez jakéhokoli doprovodu. Nicméně týden před premiérou John Rich, ředitel divadla, trval na tom, že Johann Christoph Pepusch, skladatel spojený s jeho divadlem, napíše formální francouzskou předehru a zinstrumentuje 69 písní. Gay použil skotské lidové písně převzaté převážně z nesmírně populární sbírky básní Allana Ramsaye The Gentle Shepherd (1725). Z Pepuschovy partitury se však dochovala pouze předehra a melodie písní s nekonfigurovanými basy. Byly provedeny různé rekonstrukce. V moderních inscenacích bývá použita rekonstrukce amerického skladatele Jonathana Dobina z roku 1990. Opera má formu klasické tříaktové opery (tehdejší divadelní hry měly zpravidla pět jednání). V rychlém spádu následuje 45 krátkých scén a písní.
Žebrácká opera měla velký vliv na pozdější britské divadelní komedie, komické opery, německý singspiel i moderní muzikál.

## Role

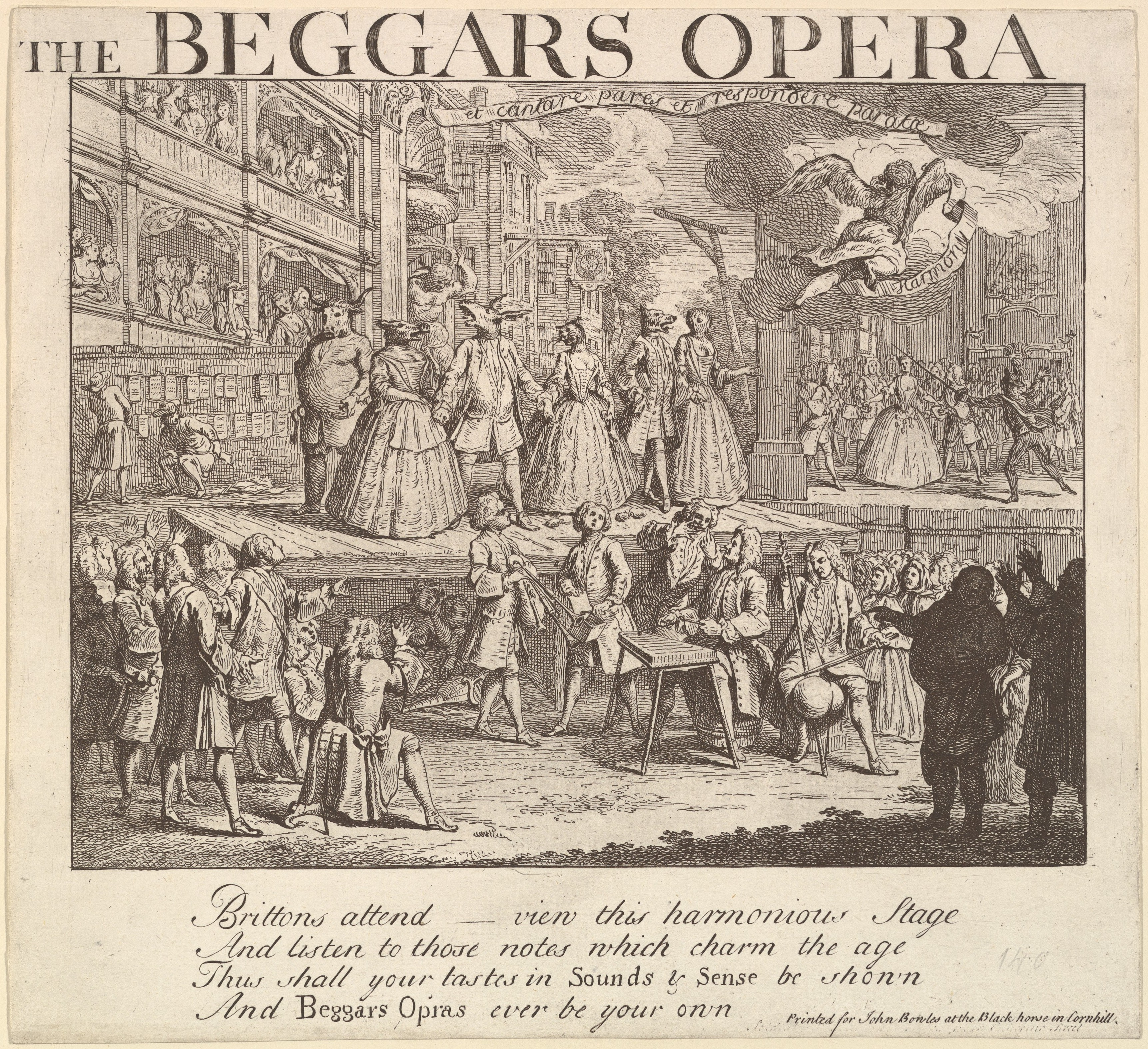
Scéna z opery (William Hogarth).

- Mr Peachum – vůdce zločinců, který neváhá zradit své kumpány, když už pro něho nejsou užiteční
- Lockit – ředitel věznice
- Macheath – zvaný Kapitán, vůdce lupičské bandy, záletník, který tvrdí že miluje Polly i Lucy
- Filch – Peachumův věrný, ale útlocitný služebník
- žebrák (slouží jako vypravěč)
- Mrs. Peachum
- Polly Peachum
- Lucy Lockit
- Mrs. Diana Trapes
- Macheathův gang
  - Jemmy Twitcher
  - Crook-Finger'd Jack
  - Wat Dreary
  - Robin of Bagshot
- Nimming Ned
- Harry Padington
- Matt of the Mint
- Ben Budge
- Lehké ženy
  - Mrs. Coaxer
  - Dolly Trull
  - Mrs Vixen
  - Betty Doxy
  - Jenny Diver
  - Mrs. Slammekin
  - Suky Tawdry
  - Molly Brazen

## Obsah

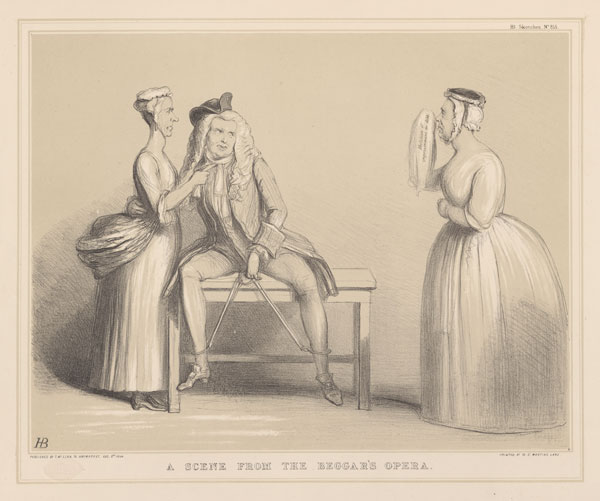
Scéna z opery (John Doyle).

### 1. jednání (13 scén)
Peachum, překupník kradeného zboží a policista v jedné osobě, ospravedlňuje své činy. Paní Peachumová si prohlíží černou listinu neproduktivních zlodějů a protestuje proti uvedení jména Bob Booty (za touto osobou se skrývá Robert Walpole). Peachumovi zjistí, že jejich dcera Polly se tajně provdala za Macheatha, známého lupiče, který je hlavním klientem Peachuma. Vadí jim, že už nebudou moci používat Polly ve svém podnikání. Dojdou k závěru, že může být pro Peachumovy finančně výhodné manžela zabít. Polly však Macheatha ukryje.

### 2. jednání (15 scén)
Macheath jde do krčmy, ve které se scházejí prostituky a zlodějky. Příliš pozdě zjistí, že dvě z nich (Jenny Diver, Suky Tawdry) jsou domluvené s Peachumovými, je chycen a uvězněn ve vězení Newgate. Žalářníkem je Peachumův společník Lockit. Jeho dcera Lucy má tak příležitost k tomu, aby se Macheathovi pomstila za to, že slíbil, že se s ní ožení, ale slib nesplnil. Sděluje mu, že pohled na jeho mučení jí udělá radost. Macheath ji uklidňuje, do toho však přijde Polly a prozradí, že je Macheathovou manželkou. Macheath namluví Lucy, že Polly je šílená. Lucy ukradne otcovy klíče a pomůže Macheathovi uniknout.

### 3. jednání (17 scén)
Její otec se dozví o slibu Macheatha, že se s Lucy ožení. Obává se, že pokud bude Macheath znovu chycen a pověšen, jeho jmění by mohlo připadnout Peachumovým. Lockit a Peachum Macheathův úkryt objeví a rozhodnou se o kořist podělit. Polly navštíví Lucy, aby se nějak dohodly. Lucy se však Polly pokusí otrávit. Polly se těsně vyhne otrávenému nápoji a obě dívky vzápětí zjistí, že Macheath byl znovu chycen přičiněním opilé paní Diany Trapesové. Prosí své otce o Macheathův život. Nicméně, když Macheath zjistí, že čtyři další těhotné ženy tvrdí, že je jejich manžel, prohlásí, že chce být raději oběšen. Vypravěč (Žebrák) poznamenává, že ačkoli morálně by bylo správné Macheatha a ostatní darebáky pověsit, diváci si žádají šťastný konec. Macheath je osvobozen a všichni tančí na oslavu jeho svatby s Polly.

## Vybraná hudební čísla
- Can Love be control'd by Advice? (Polly, 1. jednání)
- Let us take the Road (sbor lupičů, 2. jednání)
- When Gold is at hand (Jenny Diver, 2. jednání)
- At the Tree I shall suffer (Macheath, 2. jednání)
- How cruel are the Traitors (Lucy, 2. jednání)
- How happy could I be with either (Macheath, jednání 2)
- In the Days of my Youth (Mrs. Diana Trapes, 3. jednání)
- The Charge is prepar'd (Macheath, 3. jednání)

## Adaptace
- V roce 1920 hru znovu objevil a uspořádal anglický barytonista a hudební skladatel Frederic Austin a s obrovským úspěchem ji uvedl v londýnském Lyric Theatre. Sám zpíval roli Peachuma. Inscenace se dočkala 1 463 představení. V roce 1955 byla tato verze nahrána dirigentem sirem Malcolmem Sargentem.
- V roce 1928, v roce 200. výročí premiéry původní verze, vytvořili novou hudební adaptaci Bertolt Brecht (text) a Kurt Weill (hudba) v němčině pod názvem Die Dreigroschenoper (Třígrošová opera) ve formě jazzové opery. Poprvé byla uvedená 31. srpna 1928 v berlínském divadle Theater am Schiffbauerdamm. Opera se stala největším divadelním úspěchem dvacátých let. V této verzi je dějová linie zachována poměrně přesně, ale hudba je zcela nová. Mnohé písně se zcela osamostatnily. Populární je např. píseň „Žralok zuby, má jak nože, ….“
- Další adaptaci vytvořili v roce 1946 jako muzikál John La Touche (text) a Duke Ellington (hudba). Premiéru měl 26. prosince 1946 v Broadway Theatre a dosáhl 111 představení. Děj je přenesen do soudobého New Yorku.
- V roce 1948 Benjamin Britten nově aranžoval a instrumentoval původní hudbu. Text upravil a dodatečné dialogy napsal producent Tyrone Guthrie. Roli Macheatha při premiéře zpíval Peter Pears. Tato opera se dočkala v roce 1953 filmového zpracování s Laurencem Olivierem v roli Macheatha.
- Václav Havel ve své adaptaci zcela pominul hudební stránku a to, co předchozí autoři sdělovali divákům pomocí písní, vložil Václav Havel do úst jednajícím postavám. Hru napsal v roce 1972 na objednávku pražského Činoherního klubu. Z obavy z postihů za spolupráci se zakázaným autorem hra nakonec nebyla uvedena. Premiéra se konala díky režiséru Andreji Krobovi a jeho Divadlu na tahu, které ji uvedlo v počernické hospodě „U Čelikovských“ 1. listopadu 1975. V zahraničí hru poprvé uvedlo Teatro Stabile v Terstu 4. března 1976. Hra byla v roce 1991 zfilmována režisérem Jiřím Menzelem. Roli Macheatha hrál Josef Abrhám.
- V roce 1977 napsal svou adaptaci Žebrácké opery nigerijský nositel Nobelovy ceny za literaturu Wole Soyinka. Použil základní dějovou linii původní Gayovy opery a některé písně, jak ze hry Gayovy, tak z adaptace Bertolda Brechta. Opera měla premiéru v roce 1981.
- V roce 1978 uvedl brazilský zpěvák Chico Buarque vlastní úpravu pod názvem Ópera do Malandro, do které kromě hudby Pepusche a Weila zařadil i některá nová hudební čísla. I tato adaptace byla zfilmována roku 1985 režizérem Ruy Guerrou.
- Režizér Jonathan Miller natočil pro BBC televizní verzi opery. Závěr byl změněn. Macheath není osvobozen, ale pověšen.
- V roce 1990 Jonathan Dobin vytvořil inscenaci založenou na co nejdokonalejší rekonstrukci původní verze Žebrácké opery. Obsahuje nejen předehru, ale i všech 69 hudebních čísel v nové instrumentaci.
- Čistě dámská japonská herecká skupina Takarazuka Revue uvedla v roce 1998 vlastní úpravu pod názvem Speakeasy.
- V roce 2008 uvedly divadelní společnosti Sydney Theatre Company of Australia a Out of Joint Theatre Company inscenaci napsanou Stephenem Jeffreysem. Děj je přeložen na vězeňskou loď vezoucí odsouzence do Nového Jižního Walesu. Vězňové uvedou svou představu Žebrácké opery. Osudy vězňů se promítají do postav v Žebrácké opeře. V celém díle se hrají moderní populární písně.
- Divadelní společnost Vanishing Point vytvořila další verzi pro The Royal Lyceum Theatre a Belgrade Theatre, Coventry. Verze přináší apokalyptickou vizi blízké budoucnosti světa. Hru doprovází hudba rockové skupiny A Band Called Quinn.